# Tom Clancy’s Ghost Recon Phantoms
Tom Clancy’s Ghost Recon Phantoms (dawniej Tom Clancy’s Ghost Recon Online) – komputerowa gra akcji z perspektywy trzeciej osoby oparta na modelu free-to-play, wyprodukowana przez francuskie studio Ubisoft i wydana 10 kwietnia 2014 roku na PC.
Serwery gry zostały zamknięte 1 grudnia 2016 roku.

## Rozgrywka
Gracz może kierować postacią z jednej z trzech klas: szturmowcem, specjalistą lub zwiadowcą. Każda z jednostek ma charakterystyczne umiejętności i zdolności. Wraz z postępami w rozgrywce jednostki awansują na kolejne poziomy doświadczenia, wzmacniają swe statystyki i zdobywają nowe umiejętności, a także wzbogacają posiadany ekwipunek o nowe rodzaje broni.
Gracz może kupować przedmioty za realne i istniejące w grze pieniądze. Gra oferuje funkcje społecznościowe takie jak ranking najlepszych postaci czy system drużyn.
Podczas rozgrywki może uczestniczyć do 16 osób. W grze istnieje możliwość kupna monet – tzw. „Ghost Coins”. Drugą walutą używaną w grze są „Athena Credits” – otrzymywane są za wykonywanie zadań (zdobywanie doświadczenia).